# Paula Macedo Weiß

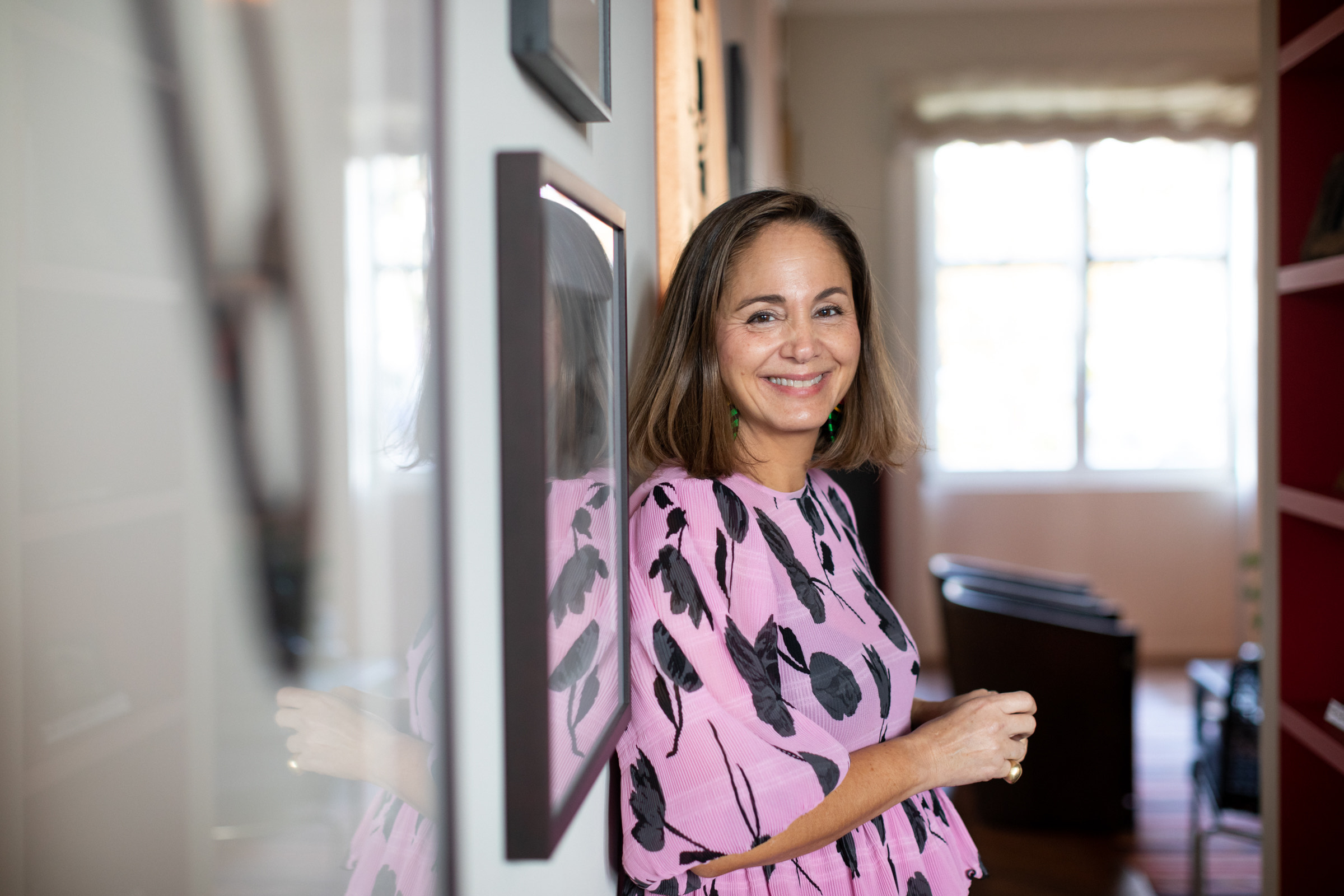
Paula Macedo Weiß

Paula Macedo Weiß (* 26. Juni 1969 in Londrina) ist eine brasilianisch-deutsche Autorin, Kuratorin und Juristin. Sie lebt in Frankfurt am Main.

## Leben
Paula Macedo Weiß ist die älteste Tochter des Juristen und Politikers Osvaldo Macedo (* 1941) und seiner ersten Frau Marlise Ribeiro Macedo. Sie wuchs in Londrina im Bundesstaat Paraná in Brasilien auf. Sie besuchte dort zwischen 1989 und 1993 die Universidade Estadual de Londrina. Nach ihrem Abschluss arbeitete sie zunächst als Rechtsanwältin in São Paulo, bevor sie 1994 ihr Masterstudium in Rechtswissenschaft an der Eberhard Karls Universität Tübingen begann. 1997 schloss sie ihre Promotion mit dem Titel Pacta sunt servanda im Verwaltungsvertrag bei Ferdinand Kirchhof ab. Danach arbeitete sie als Rechtsanwältin in Frankfurt am Main. Seit 2011 ist sie als freischaffende Kulturproduzentin tätig. In dieser Funktion entwickelte sie das Projekt „Kunst hilft“ und beriet in den Jahren 2012 und 2013 die brasilianische Regierung bezüglich des kulturellen Rahmenprogramms im Zuge der Teilnahme Brasiliens als Ehrengast an der Frankfurter Buchmesse. Daraus entstanden Ausstellungen u. a. Museum für Moderne Kunst, im Museum Angewandte Kunst und der Schirn Kunsthalle.
Im Jahr 2014 wurde Macedo Weiß Präsidentin der Stiftung Museum Angewandte Kunst. 2015 entwickelte sie das Projekt „Sense of Doubt“ zusammen mit dem Exzellenzcluster Normative Ordnung und dem SESC Pompéia, dem Museum Angewandte Kunst und der B3 Biennale des bewegten Bildes. Für die brasilianische Kunstmesse SP-arte wurde sie deutsche Botschafterin. Sie entwickelte außerdem anlässlich der Feier zu 25 Jahren Mauerfall eine Ausstellung im Stadtraum mit Fotografien von Barbara Klemm.
2017 plante sie die Ausstellung von Claudia Andujar im Museum für Moderne Kunst mit und zusammen mit Vinzenz Hediger das Projekt „Tropical Underground. Revolutionen von Anthropologie und Kino in Brasilien“.
In den Folgejahren bemüht sie sich verstärkt um Ausstellungen brasilianischer Künstlerinnen und Künstler in Deutschland, so etwa eine Präsentation von Filmen von Hélio Oiticica oder eine Ausstellung von Geraldo de Barros in Rüsselsheim. Umgekehrt holte sie die Sammlung Julia Stoschek ins SESC Pompéia, ebenso wie Werke des Choreographen William Forsythe.
2020 gründete sie die Bürgerinitiative Netzwerk Paulskirche mit, die das Jubiläum der Nationalversammlung zivilgesellschaftlich begleiten will. Im selben Jahr veröffentlichte sie ihr autofiktionales Buch Entre Nós in Brasilien. Es erschien 2021 auf Deutsch unter dem Titel Es war einmal in Brasilien. Eingebettet in Lebenserinnerungen erzählt Paula Macedo Weiß vom Aufwachsen in Brasilien unter der Militärdiktatur der Jahre 1964 bis 1985. „Nicht aus der Perspektive der unmittelbar Leidenden, sondern als Tochter einer politisch wachen und engagierten Mittelschicht ist dieses Buch geschrieben, welche an demokratischen Werten festzuhalten versucht“. Die FAZ nennt es „ein Plädoyer für die Demokratie“ und nennt die Autorin einen „Liebling der intellektuellen Elite der Stadt“.
2022 ist ihr Buch Democracia em movimento / Reden wir über Demokratie in Deutschland und Brasilien erschienen. Dabei hat sie sich, inhaltlich provoziert durch die Politik Jair Bolsonaros, weniger an ein klassisches Interview-Format gehalten, als vielmehr die Form der Chronik aus der lateinamerikanischen Tradition gewählt.
Zusammen mit Pereira Steberl Aurea schrieb sie deren Lebensgeschichte auf, ein Leben, das Stoff für viele Leben geboten hätte, wie es im FAZ-Magazin heißt. Im gleichen Jahr erschien ein Sammelband mit aktuellen Beiträgen zur Demokratie, den sie mit Frank E.P. Dievernich und Jasmin Schülke herausgab.
Macedo Weiß ist außerdem neben Katharina Grosse und Katharina Kurz im Vorstand des Kunst-Werke Berlin e.V., dem Veranstalter der Berlin Biennale, Mitglied im Conselho do Observatório da Democracia der brasilianischen Regierung und im Beirat für Demokratie der Frankfurter Bürgermeisterin Nargess Eskandari-Grünberg. Im Wahlkampf zur Frankfurter Oberbürgermeisterwahl 2023 trat sie als Gründerin eines Unterstützerkreis von Kulturschaffenden für den Kandidaten und späteren Wahlsieger Mike Josef in Erscheinung. 

## Schriften
- Paula Macedo Weiß: Pacta sunt servanda im Verwaltungsvertrag: Dissertationsschrift, Peter Lang GmbH, Internationaler Verlag der Wissenschaften, Frankfurt am Main 1999, ISBN 978-3631346006.
- Paula Macedo Weiß: Es war einmal in Brasilien. Axel Dielmann Verlag, Frankfurt am Main 2020, ISBN 978-3-86638-288-6. Deutsch von Michael Kegler.
- Paula Macedo Weiß: Reden wir über Demokratie! Axel Dielmann Verlag, Frankfurt am Main 2022, ISBN 978-3-86638-309-8.
- Paula Macedo Weiß und Pereira Steberl Aurea: Aurea: Eine brasilianisch-deutsche Lebensgeschichte, Axel Dielmann Verlag, Frankfurt am Main 2024, ISBN 978-3-86638-438-5.
- Frank E. P. Dievernich, Jasmin Schülke, Paula Macedo Weiß (Hrsg.): Demokratie gestalten: eine Aufforderung zum Handeln. 1.  Auflage. Frankfurter Allgemeine Buch, Frankfurt am Main 2024, ISBN 978-3-96251-182-1.